# Сборная Бутана по футболу

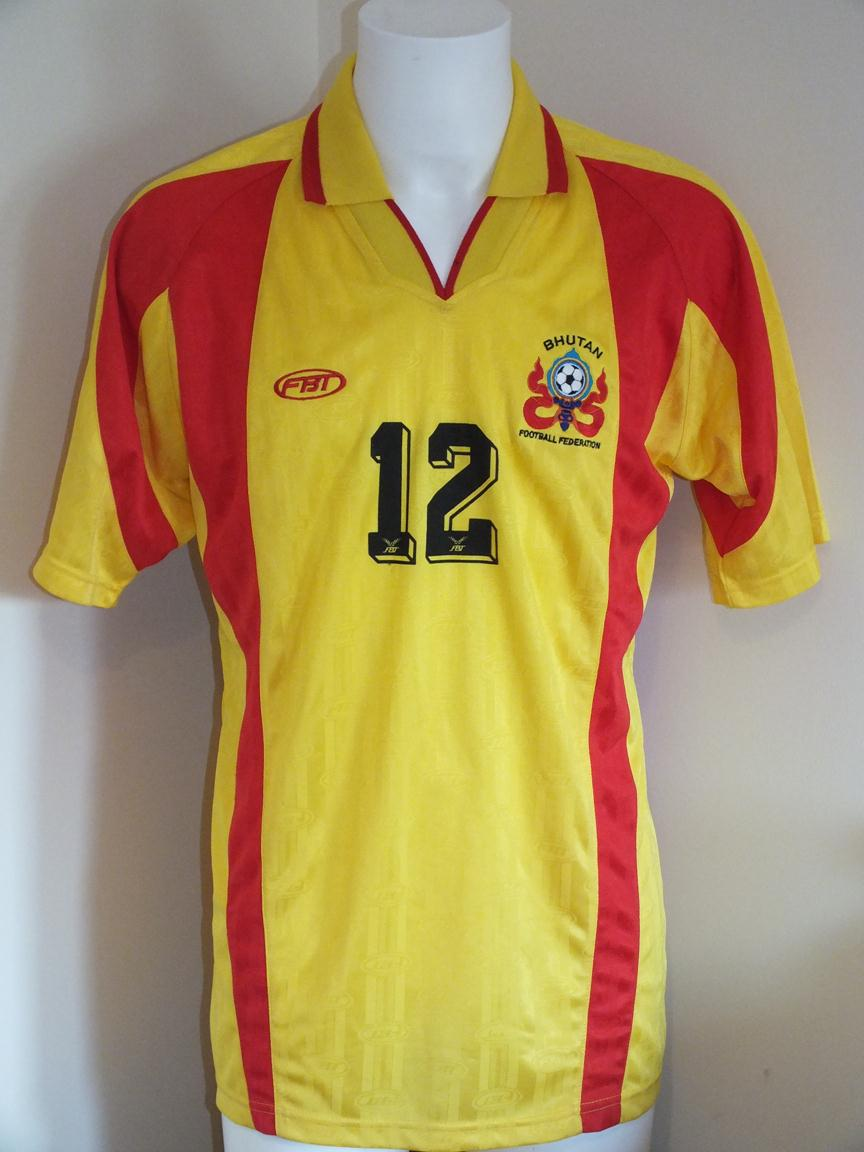
Официальная домашняя футболка Бутана, которую носили во время матча «Другой финал» против Монтсеррата в 2002 году

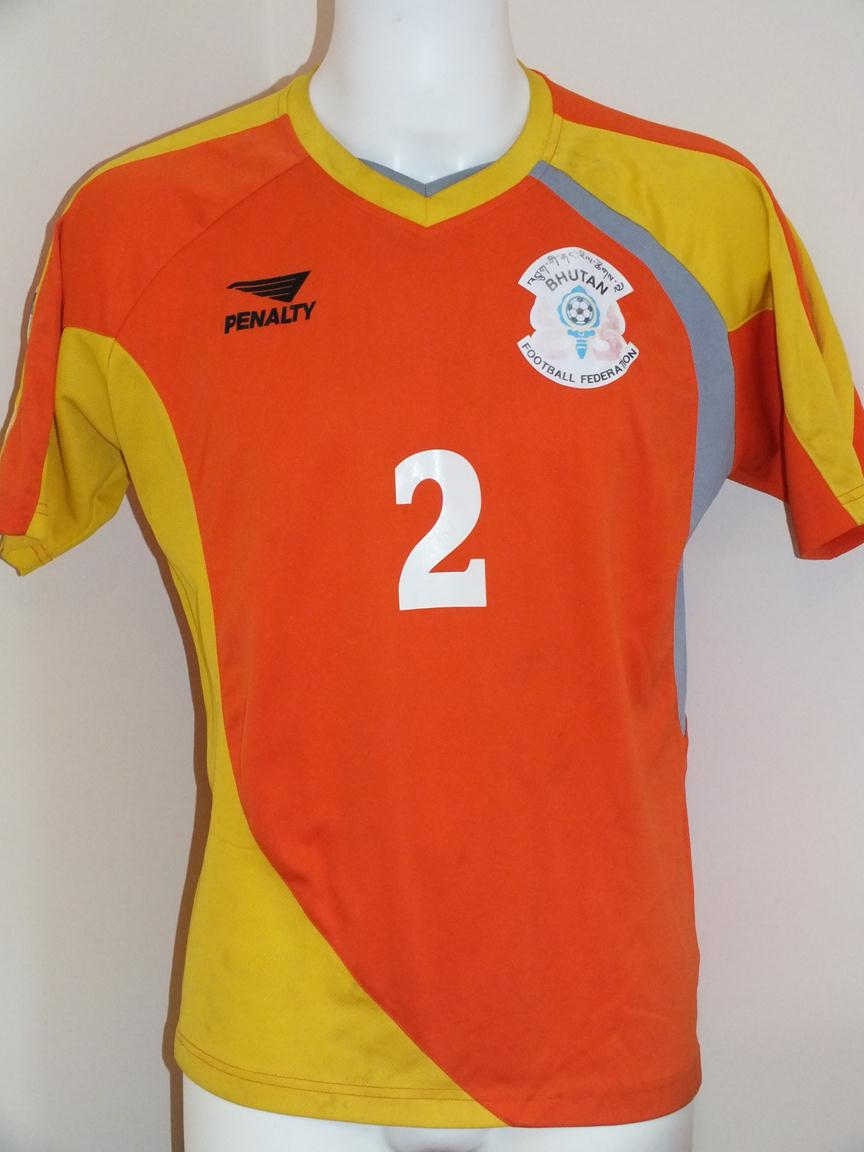
Официальная домашняя футболка 2010 года

Сборная Бутана по футболу — национальная футбольная команда Бутана. Управляющая организация — Футбольная ассоциация Бутана. Сборная Бутана является одной из слабейших команд в мире и никогда не принимала участия в финальных стадиях чемпионатов мира и Кубка Азии. Команда была основана в 1983 году, вступила в ФИФА в 2000 году. Сборная Бутана по футболу участвовала в кубке вызова АФК в 2006 и 2008 годах, в кубке SAFF в 2008, а также во многих турнирах с 1984 года, но успехов не добивалась.
В марте 2015 года команда Бутана впервые приняла участие в отборе к чемпионату мира. Дебютной игрой для них стала встреча со сборной Шри-Ланки, которая прошла 12 марта 2015 года в Коломбо. Бутанцы сенсационно выиграли 1:0, благодаря голу Церинга Дорджи (англ. Tshering Dorji) на 86-й минуте. 17 марта в ответной игре на стадионе Чанглимитанг сборная Бутана выиграла 2:1 (дубль сделал Ченчо Гъялцен) и вышла во второй отборочный раунд.

## Чемпионат мира
- С 1930 по 1982 — не существовала
- С 1986 года по 2006 — не принимала участие
- 2010 — сняла заявку
- 2014 — не принимала участие
- 2018 — не прошла квалификацию
- 2022 — не прошла квалификацию
- 2026 — не прошла квалификацию

## Кубок Азии
- С 1956 по 1968 — не принимала участие
- 1972 — не прошла квалификацию
- 1976 — не прошла квалификацию
- 1980 — 2000 — не принимала участие
- 2004 — не прошла квалификацию
- 2007 — не принимала участие
- С 2011 по 2027 — не прошла квалификацию

## Тренеры сборной Бутана
- Кан Бьён Чхан[укр.] (2000—2002)
- Ю Гихын (интерн, 2002)
- Ари Сханс (2002—2003)
- Хенк Уок[укр.] (2003)
- Кхаре Баснет[укр.] (2003—2008)
- Кодзи Гётоку (2008—2010)
- Хироаки Мацуяма (2010—2012)
- Кадзунори Охара[укр.] (2012—2014)
- Чокей Нима[укр.] (2015)
- Норио Цукитатэ (2015)
- Пема Дорджи[укр.] (2015—2016)
- Торстен Шпиттлер (2016—2017)
- Ченчо Вангчук Дорджи (англ. Chencho Wangchuck Dorji) (2017—2018, и. о.)
- Тревор Морган[англ.] (2018)
- Пема Дорджи[укр.] (2019—2023)
- Ким Тэ (2024—н.вр.)

## Игроки, игравшие за сборную Бутана
- Биран Баснет (англ. Biran Basnet)
- Мон Бхатрай
- Пема Чопел (англ. Pema Chophel)
- Церинг Дендуп (англ. Tshering Dendup)
- Наванг Дендуп (англ. Nawang Dhendup)
- Сонам Джамцо (швед. Sonam Jamtsho) (2005—2008)
- Чими Дорджи (англ. Chimi Dorji)
- Джигме Дорджи (англ. Jigme Dorji (footballer))
- Кинлей Дорджи
- Дорджи Церинг (англ. Dorji Tshering)
- Вангай Дорджи
- Пема Дорджи (англ. Pema Dorji)
- Тинлей Дорджи (англ. Thinley Dorji)
- Йешей Дорджи (англ. Yeshey Dorji)
- Хари Гурунг (англ. Hari Gurung)
- Хемлай Батарай (англ. Hemlal Batarai)
- Карун Гурунг (англ. Karun Gurung)
- Дава Гъялцен (англ. Dawa Gyeltshen)
- Йешей Гъялцен (англ. Yeshey Gyeltshen)
- Сангай Ханду (англ. Sangay Khandu)
- Пема Ринчен (англ. Pema Rinchen)
- Нима Сангай (англ. Nima Sangay)
- Пуспалал Шарма (англ. Puspalal Sharma)
- Диваш Сабба (англ. Diwash Subba)
- Джамъянг Тензин (англ. Jamyang Tenzin)
- Джигме Тензин (англ. Jigme Tenzin)
- Сонам Тензин (англ. Sonam Tenzin)
- Карма Шедруп Церинг (англ. Kharma Shedrup Tshering)
- Пассанг Церинг
- Тандин Церинг (англ. Tandin Tshering)
- Джигме Цултрим (англ. Jigme Tshultrim)
- Кинлей Вангчук (англ. Kinley Wangchuk)